# Michał Matuszewicz
Michał Matuszewicz – polski dowódca powstania listopadowego w Oszmiańskiem. Został zesłany w szeregi wojska rosyjskiego na Syberii. Zmarł w Kireńsku nad Leną.